# Vivek Prasad

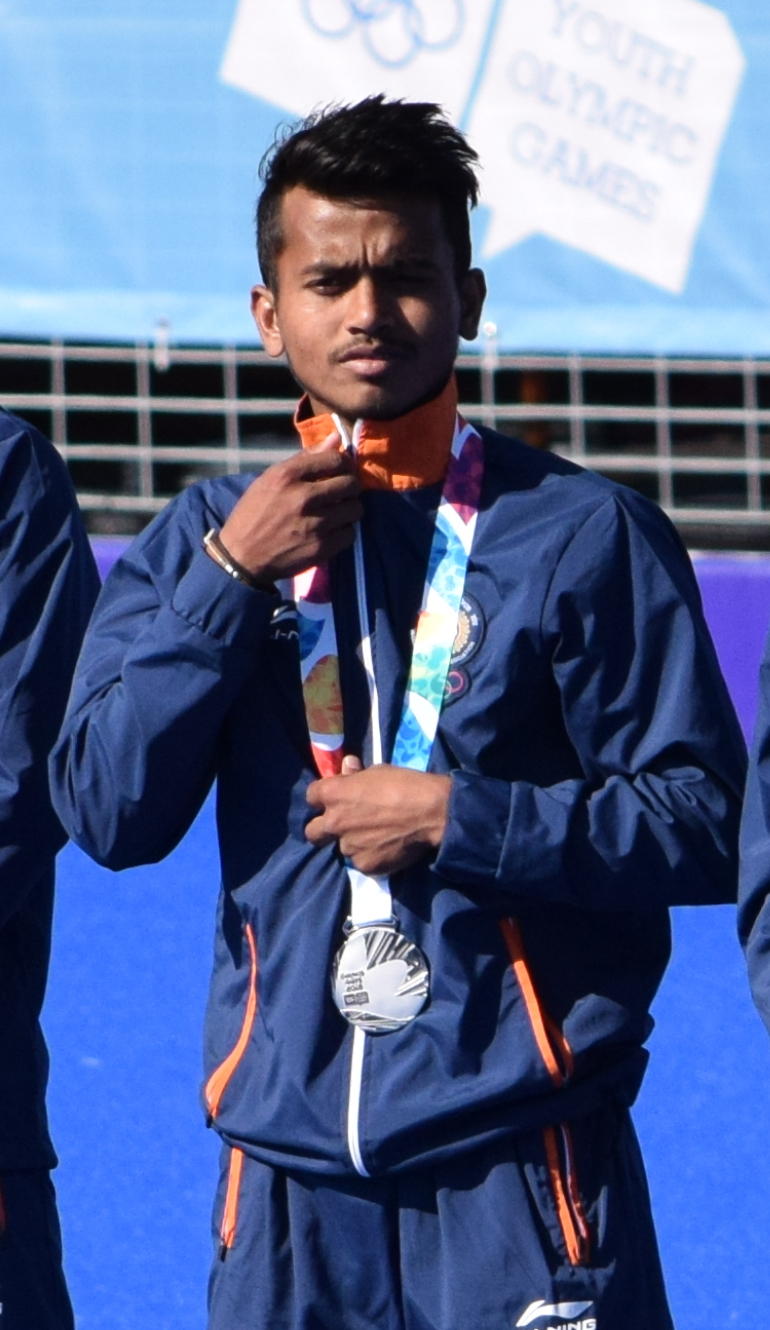
Vivek Prasad bei der Siegerehrung der Olympischen Jugendspiele 2018

Vivek Sagar Prasad (* 25. Februar 2000 in Itarsi) ist ein indischer Hockeyspieler. 2021 und 2024 erkämpfte er mit der indischen Nationalmannschaft die olympische Bronzemedaille.

## Sportliche Karriere
Vivek Prasad begann im Alter von acht Jahren mit dem Hockeysport. Ab 2013 besuchte er die Madhya Pradesh Hockey Academy. Der etwa 1,60 m große Mittelfeldspieler debütierte 2018 in der Nationalmannschaft.
Im April 2018 verloren die Inder bei den Commonwealth Games in Gold Coast das Spiel um die Bronzemedaille gegen das englische Team mit 1:2. Ende August bei den Asienspielen in Jakarta erreichten die Inder ebenfalls das Spiel um den dritten Platz, diesmal gewannen sie mit 2:1 gegen Pakistan. Im Oktober 2018 fanden in Buenos Aires die Olympischen Jugendspiele statt. Im Finale unterlagen die indischen Junioren gegen die Juniorenauswahl Malaysias. 2019 wurde Vivek Prasad zum besten Nachwuchsspieler der Welt gewählt.
Bei den Olympischen Spielen in Tokio belegten die Inder in der Vorrunde den zweiten Platz. Nach einem Viertelfinalsieg über die Briten und einer Halbfinalniederlage gegen die Belgier besiegte die indische Mannschaft im Kampf um Bronze die deutsche Mannschaft mit 5:4 und gewann die erste olympische Medaille seit 1980. Bei den Olympischen Spielen 2024 gewann er erneut die Bronzemedaille.